# ボツワナ人民党
ボツワナ人民党（ボツワナじんみんとう、英語: Botswana People's Party, BPP）は、ボツワナの政党。党首はモトラツィ・モラピシ。
1960年にベチュアナランド人民党 (Bechuanaland People's Party) として、K・T・モツェテやフィリップ・マタンセらの指導の下、創設される。現在、ボツワナで活動している政党および政治団体としては最も古い歴史を持つ。人民党結成には1960年3月に南アフリカで起きたシャープビル虐殺事件が大きな影響を及ぼし、党結成に当たってはアフリカ民族会議の組織が参考とされた。
独立直前の1965年の総選挙では3議席を獲得し、第2党となった。1969年および1974年の総選挙でも議席を得たが、1979年の総選挙で議席を失った。その後、長年にわたり議席から遠ざかっていたが、2024年の総選挙では4議席を得た。ボツワナ独立以来、一貫して野党として活動していたが、2024年の総選挙後は政党連合「民主的変革のアンブレラ」の一角として連立政権に加わっている。